# Кендлвуд-Лейк (Огайо)
Кендлвуд-Лейк (англ. Candlewood Lake) — переписна місцевість (CDP) в США, в окрузі Морроу штату Огайо. Населення — 1329 осіб (2020).

## Географія
Кендлвуд-Лейк розташований за координатами 40°37′15″ пн. ш. 82°46′27″ зх. д. / 40.62083° пн. ш. 82.77417° зх. д. (40.620876, -82.774093).  За даними Бюро перепису населення США в 2010 році переписна місцевість мала площу 6,64 км², з яких 5,84 км² — суходіл та 0,80 км² — водойми.

## Демографія
Згідно з переписом 2010 року, у переписній місцевості мешкало 1147 осіб у 444 домогосподарствах у складі 356 родин. Густота населення становила 173 особи/км².  Було 613 помешкання (92/км²).
Расовий склад населення:
| - 97,8 % — білих - 0,4 % — корінних американців - 0,4 % — азіатів - 0,3 % — чорних або афроамериканців |

До двох чи більше рас належало 0,8 %. Частка іспаномовних становила 0,7 % від усіх жителів.
За віковим діапазоном населення розподілялося таким чином: 24,2 % — особи молодші 18 років, 59,8 % — особи у віці 18—64 років, 16,0 % — особи у віці 65 років та старші. Медіана віку мешканця становила 45,7 року. На 100 осіб жіночої статі у переписній місцевості припадало 98,8 чоловіків;  на 100 жінок у віці від 18 років та старших — 99,8 чоловіків також старших 18 років.
Середній дохід на одне домашнє господарство  становив 72 459 доларів США (медіана — 59 738), а середній дохід на одну сім'ю — 69 884 долари (медіана — 59 157). За межею бідності перебувало 7,4 % осіб, у тому числі 9,4 % дітей у віці до 18 років та 0,0 % осіб у віці 65 років та старших.
Цивільне працевлаштоване населення становило 555 осіб. Основні галузі зайнятості: освіта, охорона здоров'я та соціальна допомога — 36,8 %, виробництво — 21,6 %, будівництво — 13,7 %, сільське господарство, лісництво, риболовля — 9,5 %.